# جون آيرلادند (كاهن كاثوليكي)
جون آيرلادند (بالإنجليزية: John Ireland)‏ (و. 1838 – 1918 م) هو كاهن كاثوليكي، وعالم عقيدة من جمهورية أيرلندا، والولايات المتحدة، ولد في مقاطعة كيلكيني، توفي في سانت باول، مينيسوتا، عن عمر يناهز 80 عاماً.

## مناصب
تولى منصب أسقف كاثوليكي (منذ 21 ديسمبر 1875)
- رئيس أساقفة فخري  [لغات أخرى]‏
- مطران كاثوليكي
- أسقف أبرشية [الإنجليزية]‏

.

## روابط خارجية
- جون آيرلادند على موقع الموسوعة البريطانية (الإنجليزية)
- جون آيرلادند على موقع إن إن دي بي (الإنجليزية)